# 小行星8151
小行星8151（8151 Andranada）是一颗绕太阳运转的小行星，为主小行星带小行星。该小行星于1986年8月12日发现。

## 轨道参数
小行星8151的轨道半长轴为2.2470634 UA，离心率为0.160。